# Blidet Amor
Blidet Amor (în arabă بليدة عامر) este o comună din provincia Ouargla, Algeria.
Populația comunei este de 14.540 de locuitori (2008).